# StarCraft
StarCraft er et realtime-strategi-spil udviklet af Blizzard Entertainment, og udgivet i 1998. Spillet følger den intergalaktiske krig mellem terrans, zergs og protoss over tre singleplayerkampagner. Spillet blev efterfulgt af udvidelsespakken Brood War

## Gameplay
StarCraft drejer sig om indsamling af mineraler og gas, der bruges til konstruktion af bygninger og træning af nye enheder. Den senere fremgang er individuel for hver race, da Blizzards tidligere spil WarCraft II modtog kritik for manglende variation mellem sine to racer, mennesker og orker.
Terrans (mennesker) stammer fra straffefanger fra deres overbefolkede hjemplanet Jorden, som er blevet afskåret fra denne og nu lever under det totalitære styre Konføderationen. Terrans kan konstruere overalt på et givent korts landjord, og flere af deres bygninger kan flyttes efter opbygning. Denne menneskerace bygger supply depots for at øge sit råderum over tropper, arbejdere og kampenheder, men har almindeligvis også et command center til at grundlægge forøgningen. Terrans træner sit infanteri fra barracks, og kan senere også træne mekaniserede tropper fra deres factory og fly og rumskibe fra deres starport.
Zerg er en insekt-agtig alienrace som er skabt af den ældgamle og formodet uddøde race Xel'Naga. Zerg styres af det kæmpemæssige hjerne-agtige væsen Overmind, der via mentale ordrer uddelegerer ordrer til Cerebrates som hver styrer en betydelig del af Zerg tropperne. Zerg gør ikke brug af nogen form for teknologi. I stedet kan en Zerg larve (den mest basale form for Zerg) forpuppes og udvikles til en række nyttige arter der bruges som mere eller mindre specialiserede kamptropper. Selv Zergs baser er grundlæggende én stor organisme hvor hvert organ gør det ud for en bygning. Zergs baser kan kun opbygges på creep – en slimet hinde der danner sig omkring specifikke zergbygninger. For at skabe en ny bygning skal en arbejdsenhed mutere sig, dvs. ofre sig. Derfor er flere af zergs bygninger tilsvarende billigere end deres modstykker hos terrans og protoss. Zerg ekspanderer sit råderum over enheder med overlords, der er enheder i sig selv.
Protoss er ligesom Zerg skabt af den mystiske Xel'Naga race. Protoss var engang et krigerisk stamme samfund, men samlede sig under et regeringsorgan kaldet Konklaven, som via telepatiske forbindelser kan påvirke deres undersåtter. En del af Protoss befolkningen følte imidlertid at dette var slaveri, og nægtede at underlægge sig konklaven. Disse Protoss udvist og stemplet som kættere, og kendtes fremover som Dark Templar. Protoss er den mest teknologiske af de tre racer, og deres konstruktion foregår ved at warpe en prekonstrueret bygning eller enhed til slagmarken. En arbejdsenhed igangsætter denne proces, og kan straks efter igangsættelsen forlade kosntruktionen, hvorefter den varetager og færdiggør sig selv. Alle bygninger undtaget nexus og pylon skal bygges inden for radius af en pylon. Er der ingen pylons i en bygnings radius, får den ikke strøm og vil derfor være ineffektiv. Protoss's teknologi bygger på psi som er en form for energi der kan manipuleres psykisk.

## Historie

### Prolog
Tekst mangler, hjælp os med at skrive teksten

### Episode I
Første del af spillet ses fra Terrans synspunkt. Spilleren og Jim Raynor forsøger at få kontrol over en lille koloni på planeten Mar Sara efter en serie Protoss angreb på Terran planeter. Jim Raynor bliver arresteret efter at have ødelagt Konføderations bygninger, selvom disse tydeligvis var infesteret af Zerg. Spilleren deserterer til Arcturus Mengsk og hans rebeller "Sons of Korhal". Jim Raynor, som befries af Mengsk's tropper, deserterer også og tager ofte med på spillerens missioner. Mengsk begynder så at bruge teknologi som er taget fra Konføderationen på Mar Sara til at lokke Zerg til Konføderations bygninger og fremme sin egen agenda. Efter at have tvunget Konføderations general Edmund Duke til at slutte sig til ham ofrer Mengsk sin egen næstkommanderende, Sarah Kerrigan, for at sikre Konføderationens ødelæggelse ved at lokke Zerg til Konføderationens hoved planet Tarsonis. Jim Raynor, som er chokeret over Mengsk's ideal om at tilrane sig magt for enhver pris, deserterer sammen med en lille hær af tidligere Mar Sara tropper. Mengsk omorganiserer hvad der er tilbage af Terran befolkningen i hvad han kalder "the Terran Dominion" og kroner sig selv som kejser.

### Episode II
Anden del af Starcraft spilles fra Zergs synspunkt, og her afsløres det at Kerrigan ikke blev dræbt af Zerg, men i stedet taget til fange og muteret til Zerg i et forsøg på at indkoorporere hendes psykiske kræfter i Zerg generne. Da hendes DNA er fuldstændigt forandret genfødes hun fra sin puppe med langt større kræfter og fysiske styrke. Imens opdager Protoss kommandøren Tassadar at Zergs Cerebrates (som udfører Overmindens vilje og styrer Zerg hærene gennem mentale forbindelser) ikke kan slås ihjel med konventionelle metoder, men at de kan skades af de kræfter som udnyttes af de hedenske Dark Templar, en gruppe af forviste Protoss. Tassadar allierer sig med disses ypperstepræst Zeratul, som snigmyrder én af Zerg Cerebrates'ne i dennes Hive klynge på Char. Cerebratens død resulterer i at dens styrker går amok og angriber alt omkring dem, dvs. andre Zerg klynger, men skaber også en kort kontakt mellem Zeratul og Zerg Overmindens sind som tillader Zerg at opdage lokaliteten på den hemmelige Protoss hjemplanet Aiur som den har søgt i årtusinder. Zerg invaderer straks og trods heftig Protoss modstand lykkes det Overminden at plante sig selv i planetens skorpe.

### Episode III
Sidste del af spillet opleves fra Protoss's synspunkt, og omhandler Aldaris's og Protoss regeringens dom over Tassadar som forræder og hedning efter hans alliance med Dark Templar. Spilleren tjener indledningsvis Aldaris i forsvaret af Aiur mod Zerg invasionen, men under en mission for at arresterer Tassaddar allierer spilleren sig i stedet med ham. En protoss borgerkrig udbryder og stiller Tassadar, Zeratul og deres allierede mod Protoss regeringen. The Dark Templar beviser deres værd da de bruger deres energier til at dræbe endnu to af Zerg Cerebrates'ne på Aiur, og regeringen slutter fred med dem. Med hjælp fra Jim Raynors styrker-som stod side om side med Tassadar tilbage på Char-bryder Protoss hæren igennem Overmindens svækkede forsvar og ødelægger dens ydre skal, men lider store tab i processen. Tassadar kanaliserer hans egen psykiske energi i kombination med Dark Templar energierne igennem skroget på hans flagskib og styrer det på kollisionskurs ind i Overminden og ofrer sig selv for at ødelægge denne.

### Episode IV
Tekst mangler, hjælp os med at skrive teksten

### Episode V
Tekst mangler, hjælp os med at skrive teksten

### Episode VI
Tekst mangler, hjælp os med at skrive teksten

## Noveller og fanfiktion
StarCraft fungerer også som inspiration til udformningen af officielle noveller og eBooks. Fire noveller er officielt autoriseret af Blizzard Entertainment, og to mere udgives i 2006.
- StarCraft: Uprising (2000) (kun eBook)
- StarCraft: Liberty's Crusade (2001)
- StarCraft: Shadow of the Xel'Naga (2001)
- StarCraft: Speed of Darkness (2002)
- StarCraft: Queen of Blades (udkommer juni 2006)
- StarCraft Ghost: Nova (udkommer december 2006)

Rundt omkring på internettet er der også udgivet meget fanfiktion.

## StarEdit
StarEdit er et medfølgende værktøj, hvor man selv kan lave nye baner. Editoren giver både mulighed for at lave almindelige multiplayerbaner, men også for at sammensætte kontrollerede miljøer der udvikler sig omkring en historie og/eller en mission.

### Landskab
Når man vælger at påbegynde arbejdet på en ny bane, vælger man først banens dimensioner, og dernæst hvilken form for landskab man ønsker. Derefter har kan man frit benytte editorens andre funktioner. Typisk begynder man efter oprettelse at udforme og berige landskabet, eksempelvis ved at skabe vandløb, søer, bakker og andre arter af bund.
Når landskabet er udformet kan man eventuelt fortsætte med at tilføje detaljer i landskabet. Hver slags landskab har sit eget sæt af detaljer, som eksempelvis halvvejs begravede bygninger, døde mennesker, klipper, træer, osv.
Hvis man ikke laver en almindelig multiplayerbane, har man naturligvis også mulighed for at tilføje både terran, zerg og protoss enheder og bygninger. Således kan man give hvert hold en foruddefineret base.

### Scripts
Hvis man som banedesigner ønsker kontrollerede begivenheder, anderledes missionsmål el. lign., så kan man benytte script-funktionen.
Scriptsene tillader en at ændre ved omtrent alt hvad spilmotoren indebærer. Som eksempel kan man flytte enheder, ændre deres egenskaber, ændre alliancestatus, give/trække mineraler og/eller gas, osv.

### Mission Briefing
Anvender man "Use Map Settings"-funktionen når banen skal spilles, har man fra editoren også mulighed for at lave mission briefing, med talende karakterer, lydtransmissioner og rulletekst.

## StarCraft II
Som aprilsnar lavede GameSpot i 2006 en artikel om spillet World of StarCraft. Det skulle minde om World of WarCraft, blot udspillet i StarCrafts univers.
Starcraft 2: Wings of Liberty udkom 27 Juli, 2010

## Fodnoter
1. ↑  "StarCraft's 10-Year Anniversary: A Retrospective". Blizzard Entertainment. Arkiveret fra originalen 2. april 2008. Hentet 2008-03-31.
2. 1 2  "StarCraft 64". IGN. Arkiveret fra originalen 21. januar 2009. Hentet 2008-04-19.